# 塔玉贡康
塔玉贡康，位于西藏自治区拉萨市林周县，是一座藏传佛教寺院。

## 简介
塔玉贡康位于西藏自治区拉萨市林周县，为藏传佛教寺院。
2012年，该寺的2名僧人被评为西藏自治区爱国守法先进僧尼。